# Baaz
Pour plus de détails, voir Fiche technique et Distribution.
Baaz ou Baaz: a bird in danger est un film indien réalisé par Tinnu Verma sorti le 7 février 2003.

## Synopsis
Le film raconte l'histoire de Harshvardan Bhati qui assassine toutes les femmes pour lesquelles il ressent de l’attirance physique. Il rencontre Neha Chopra...

## Fiche technique
- Titre original : Baaz
- Titre anglais ou international : Baaz: a bird in danger
- Réalisation : Tinnu Verma
- Assistant-réalisateur : Yash Verma
- Scénario : Shyam Goel
- Direction artistique : Nitish Roy
- Photographie : Raju Kaygee
- Montage : Keshav Naidu
- Musique : Ismail Darbar
- Production : Tinnu Verma
- Producteur délégué : Sunaina Verma
- Société(s) de production : Kapishek Films
- Pays d’origine :  Inde
- Langue originale : hindi
- Format : couleur — son DTS
- Durée : 180 minutes
- Dates de sortie :
  - Inde : 7 février 2003

## Distribution
- Sunil Shetty : Harshvardan Bhati
- Karisma Kapoor : Neha Chopra
- Dino Morea : Raj Singh
- Jackie Shroff : Jai Singh Dabral, le maire
- Preeti Jhangiani : Preeti Rastogi

## Box office
- Budget : 80 000 000 roupies
- Box-office Inde : 60 470 000 roupies[2].
- Box-office Royaume-Uni : 18 420 livres sterling
- Box-office monde : 62 370 000 livres sterling

Le film fut considéré comme un flop retentissant en Inde.